# Japan Women's Open Tennis 2024 - Qualificazioni singolare
Le qualificazioni del singolare femminile del Japan Women's Open Tennis 2024 sono state un torneo di tennis preliminare per accedere alla fase finale della manifestazione svolte dal 12 al 13 ottobre 2024. Le vincitrici dell'ultimo turno sono entrate di diritto nel tabellone principale. In caso di ritiro di una o più giocatrici aventi diritto a queste sono subentrati le lucky loser, ossia le giocatrici che hanno perso nell'ultimo turno ma che avevano una classifica più alta rispetto alle altre partecipanti che avevano comunque perso nel turno finale.

## Teste di serie
1. Laura Siegemund (qualificata)
2. Eva Lys (ultimo turno, lucky loser)
3. Jessika Ponchet (ultimo turno, lucky loser)
4. Emina Bektas (primo turno)
5. Jana Fett (primo turno)
6. Ana Bogdan (qualificata)

1. Alycia Parks (primo turno)
2. Suzan Lamens (qualificata)
3. Kimberly Birrell (qualificata)
4. Nao Hibino (ultimo turno)
5. Ena Shibahara (qualificata)
6. Arianne Hartono (ultimo turno)

## Qualificate
1. Laura Siegemund
2. Suzan Lamens
3. Kimberly Birrell

1. Aoi Itō
2. Ena Shibahara
3. Ana Bogdan

### Lucky loser
1. Jessika Ponchet

1. Eva Lys

## Tabellone

### Legenda
| - Q = Qualificato - WC = Wild card - LL = Lucky loser | - ALT = Alternate - SE = Special Exempt - PR = Protected Ranking | - w/o = Walkover - r = Ritirato - d = Squalificato |

### Sezione 1
|  | Primo turno | Primo turno           | Primo turno     | Primo turno | Primo turno |  |  | Secondo turno | Secondo turno   | Secondo turno   | Secondo turno | Secondo turno |  |
|  |             |                       |                 |             |             |  |  |               |                 |                 |               |               |  |
|  | 1           | Laura Siegemund       | Laura Siegemund | 7           | 6           |  |  |               |                 |                 |               |               |  |
|  | WC          | Rina Saigo            | Rina Saigo      | 5           | 2           |  |  | 1             | Laura Siegemund | Laura Siegemund | 6             | 6             |  |
|  |             | Mananchaya Sawangkaew | 6               | 5           | 3           |  |  | 10            | Nao Hibino      | Nao Hibino      | 1             | 4             |  |
|  | 10          | Nao Hibino            | 3               | 7           | 6           |  |  |               |                 |                 |               |               |  |

### Sezione 2
|  | Primo turno | Primo turno      | Primo turno      | Primo turno | Primo turno |  |  | Secondo turno | Secondo turno | Secondo turno | Secondo turno | Secondo turno |  |
|  |             |                  |                  |             |             |  |  |               |               |               |               |               |  |
|  | 2           | Eva Lys          | Eva Lys          | 6           | 6           |  |  |               |               |               |               |               |  |
|  | WC          | Himeno Sakatsume | Himeno Sakatsume | 2           | 2           |  |  | 2             | Eva Lys       | Eva Lys       | 5             | 3             |  |
|  | WC          | Ena Koike        | Ena Koike        | 6           | 1           |  |  | 8             | Suzan Lamens  | Suzan Lamens  | 7             | 6             |  |
|  | 8           | Suzan Lamens     | Suzan Lamens     | 7           | 6           |  |  |               |               |               |               |               |  |

### Sezione 3
|  | Primo turno | Primo turno      | Primo turno     | Primo turno | Primo turno |  |  | Secondo turno | Secondo turno    | Secondo turno | Secondo turno | Secondo turno |  |
|  |             |                  |                 |             |             |  |  |               |                  |               |               |               |  |
|  | 3           | Jessika Ponchet  | Jessika Ponchet | 6           | 6           |  |  |               |                  |               |               |               |  |
|  | PR          | Wang Qiang       | Wang Qiang      | 3           | 3           |  |  | 3             | Jessika Ponchet  | 5             | 6             | 2             |  |
|  |             | Sayaka Ishii     | 2               | 6           | 3           |  |  | 9             | Kimberly Birrell | 7             | 3             | 6             |  |
|  | 9           | Kimberly Birrell | 6               | 3           | 6           |  |  |               |                  |               |               |               |  |

### Sezione 4
|  | Primo turno | Primo turno     | Primo turno  | Primo turno | Primo turno |  |  | Secondo turno | Secondo turno   | Secondo turno | Secondo turno | Secondo turno |  |
|  |             |                 |              |             |             |  |  |               |                 |               |               |               |  |
|  | 4           | Emina Bektas    | Emina Bektas | 3           | 4           |  |  |               |                 |               |               |               |  |
|  |             | Aoi Itō         | Aoi Itō      | 6           | 6           |  |  |               | Aoi Itō         | 3             | 6             | 6             |  |
|  |             | Zeynep Sönmez   | 63           | 6           | 4           |  |  | 12            | Arianne Hartono | 6             | 3             | 4             |  |
|  | 12          | Arianne Hartono | 7            | 1           | 6           |  |  |               |                 |               |               |               |  |

### Sezione 5
|  | Primo turno | Primo turno       | Primo turno     | Primo turno | Primo turno |  |  | Secondo turno | Secondo turno   | Secondo turno | Secondo turno | Secondo turno |  |
|  |             |                   |                 |             |             |  |  |               |                 |               |               |               |  |
|  | 5           | Jana Fett         | Jana Fett       | 63          | 2           |  |  |               |                 |               |               |               |  |
|  |             | Marina Stakusic   | Marina Stakusic | 7           | 6           |  |  |               | Marina Stakusic | 6             | 62            | 67            |  |
|  |             | Linda Fruhvirtová | 6               | 64          | 5           |  |  | 11            | Ena Shibahara   | 2             | 7             | 7             |  |
|  | 11          | Ena Shibahara     | 3               | 7           | 7           |  |  |               |                 |               |               |               |  |

### Sezione 6
|  | Primo turno | Primo turno       | Primo turno       | Primo turno | Primo turno |  |  | Secondo turno | Secondo turno | Secondo turno | Secondo turno | Secondo turno |  |
|  |             |                   |                   |             |             |  |  |               |               |               |               |               |  |
|  | 6           | Ana Bogdan        | Ana Bogdan        | 6           | 6           |  |  |               |               |               |               |               |  |
|  | Alt         | Aleksandra Krunić | Aleksandra Krunić | 1           | 2           |  |  | 6             | Ana Bogdan    | Ana Bogdan    | 6             | 6             |  |
|  | WC          | Naho Sato         | 4                 | 6           | 6           |  |  | WC            | Naho Sato     | Naho Sato     | 3             | 3             |  |
|  | 7           | Alycia Parks      | 6                 | 4           | 2           |  |  |               |               |               |               |               |  |